# Prospect (Karolina Północna)
Prospect – jednostka osadnicza w Stanach Zjednoczonych, w stanie Karolina Północna, w hrabstwie Robeson.